# حديقة فيرونغا الوطنية

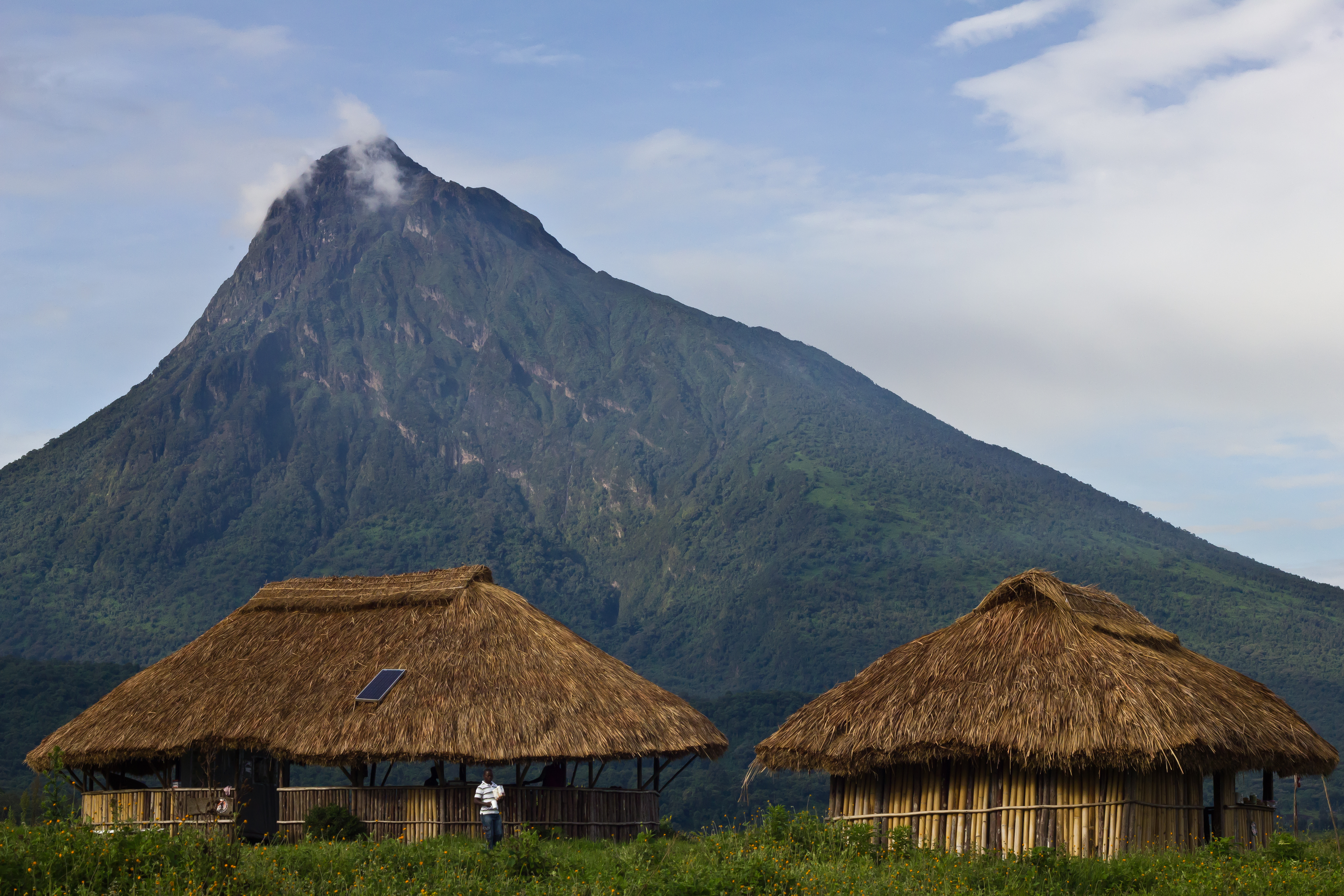
بلدة بوكيما الصغيرة في شرق جمهورية الكونغو الديمقراطية، وهي جزءٌ من محمية حديقة فيرونجا الوطنية.

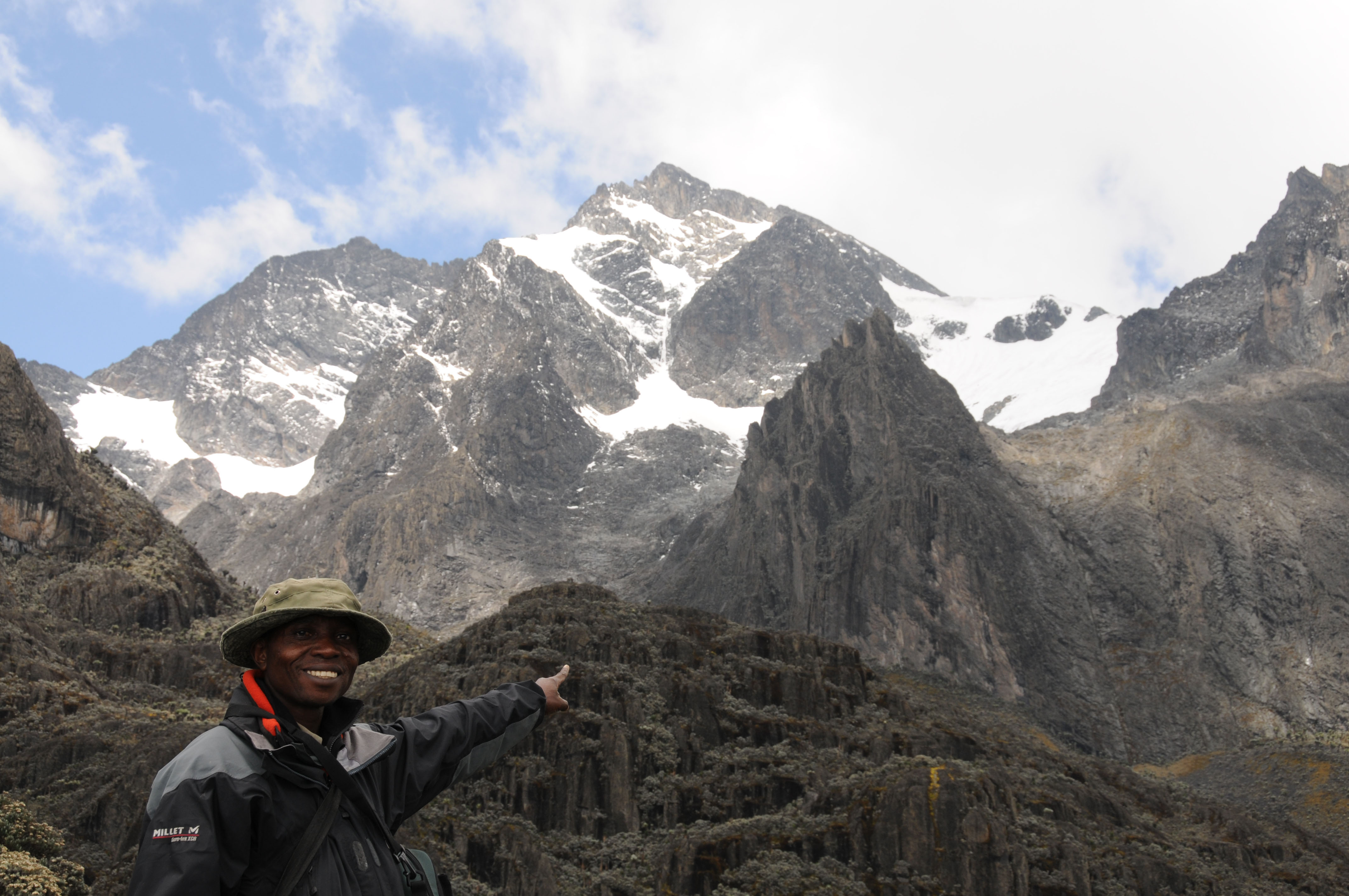
جبال رونزوري في حديقة فيرونجا الوطنية.

حديقة فيرونجا الوطنية (أو كما كانت تُسمَّى سابقاً حديقة ألبرت الوطنية) هي محمية طبيعية تبلغ مساحتها 7,800 كم2 تقع في شرق أفريقيا وتمتدُّ من جبال فيرونجا جنوباً إلى جبال رونزوري شمالاً، حيث تحدُّ حديقة البراكين الوطنية في راوندا وحديقة جبال رونزوري الوطنية وحديقة الملك إلزابيث الوطنية في أوغندا.
تأسَّست حديقة فيرونجا الوطنية في عام 1925، لتكون بذلك أول حديقة وطنية في تاريخ أفريقيا. وقد حازت كذلك لقب موقع تراثٍ عالمي من منظمة اليونسكو في عام 1979. رغم ذلك، فقد أصبحت الحياة البرية في الحديقة معرَّضة مؤخراً لأخطار وتهديداتٍ بالغة نتيجة الحرب الأهلية التي وقعت في المنطقة والصيد غير القانوني المكثَّف الذي يجري في أعقابها. تدير الحديقة حالياً سلطات الحدائق الوطنية الكونغوية، يساعدها في ذلك المعهد الكونغولي للمحافظة على الطبيعة.

## الجغرافيا
حديقة فيرونغا الوطنية هي منقطعة فريدة في تنوعها من المناظر الطبيعية والأنظمة البيئية.

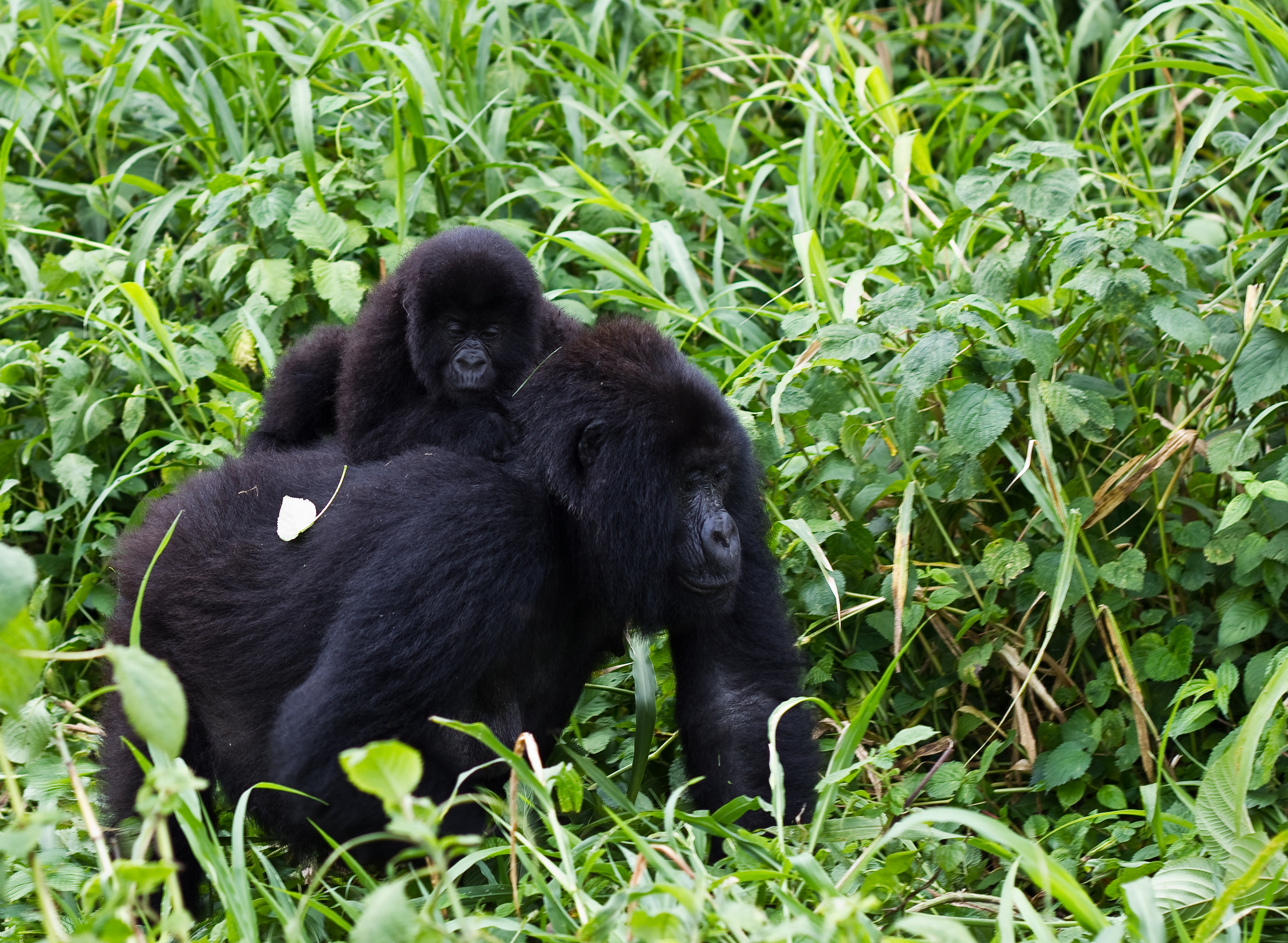
Virunga NP mountain gorillas
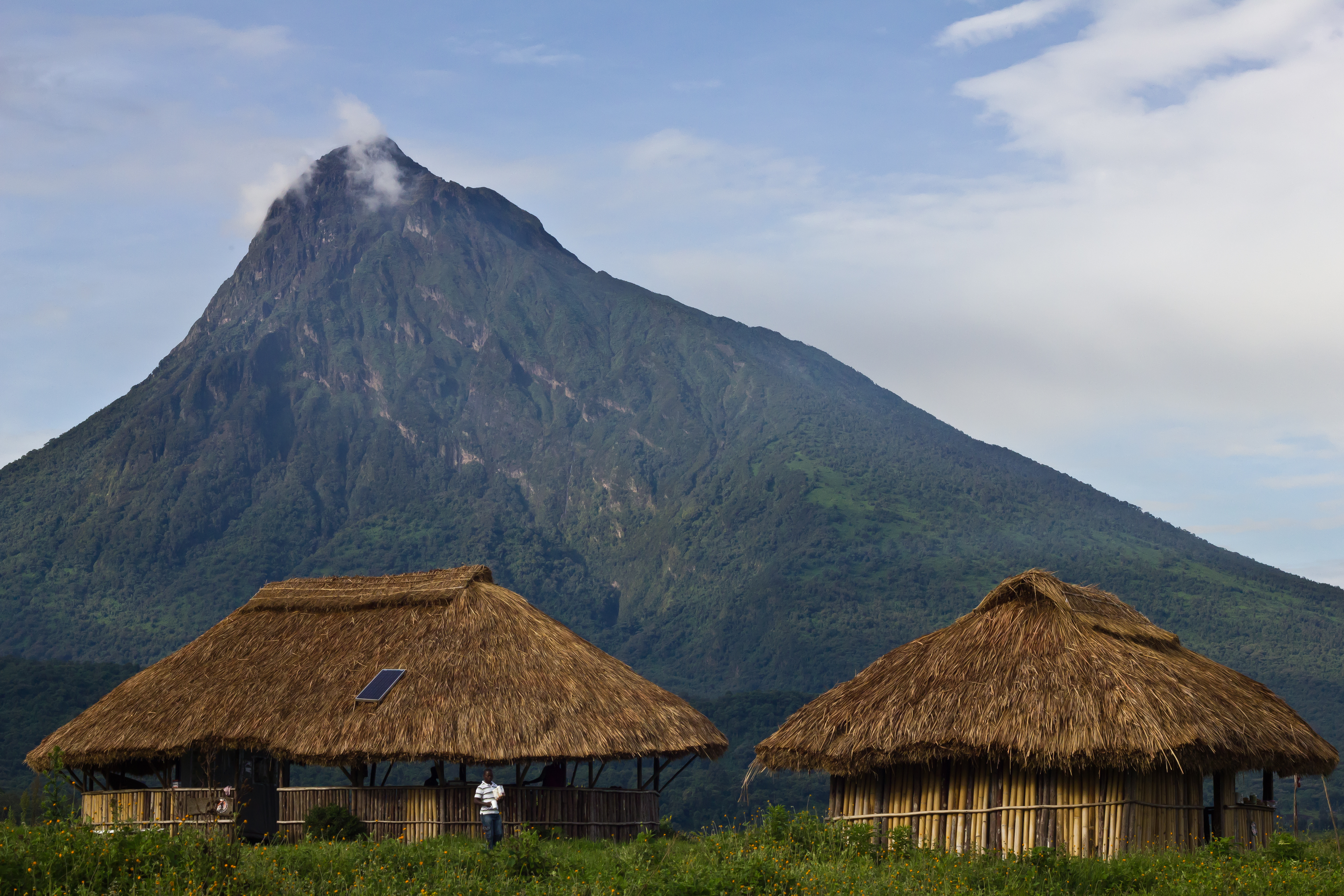
Bukima Camp is situated in the foothills of the Mikeno Mountain, the home of the Congolese mountain gorillas
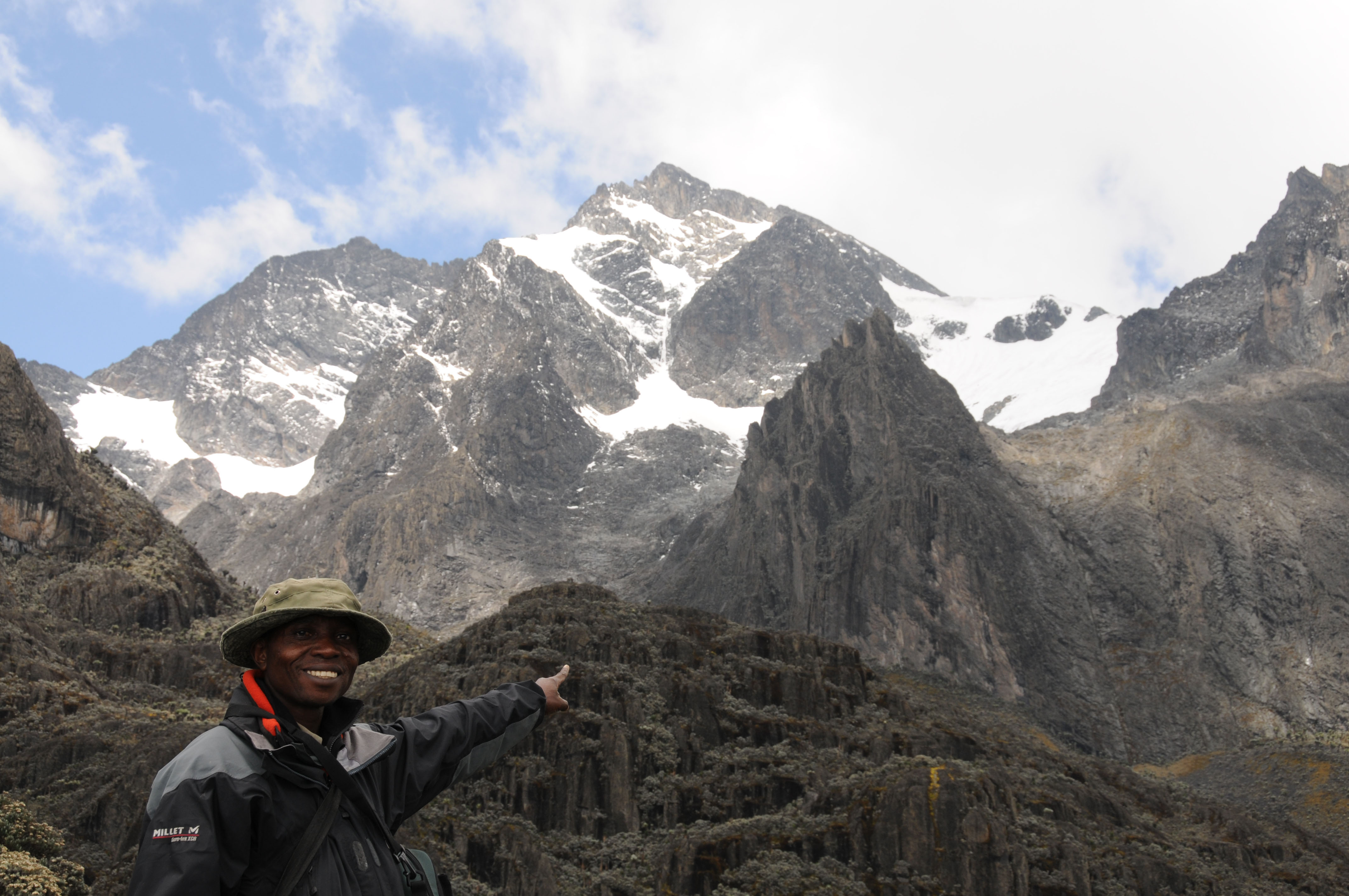
Rwenzori Mountains
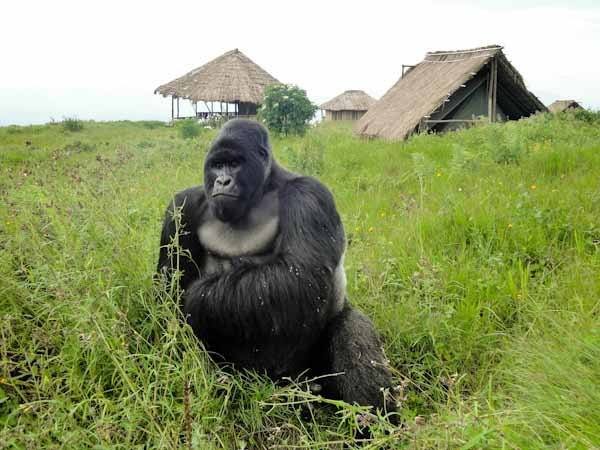
Silverback of the Rugendo family at Bukima patrol Post
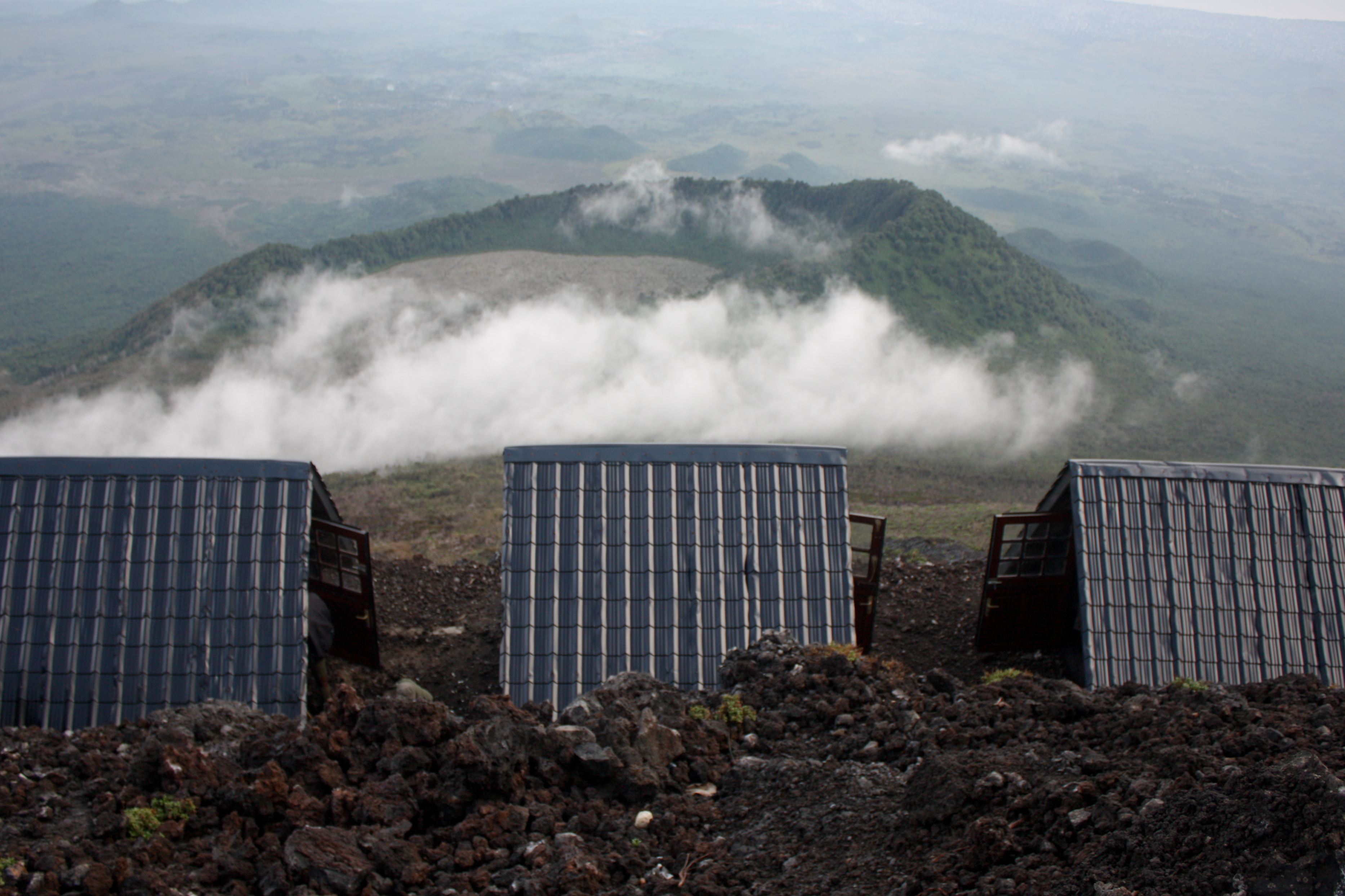
The cabanes are situated at the edge of the crater in sight of the lava lake, the sight of which has an astounding effect on visitors
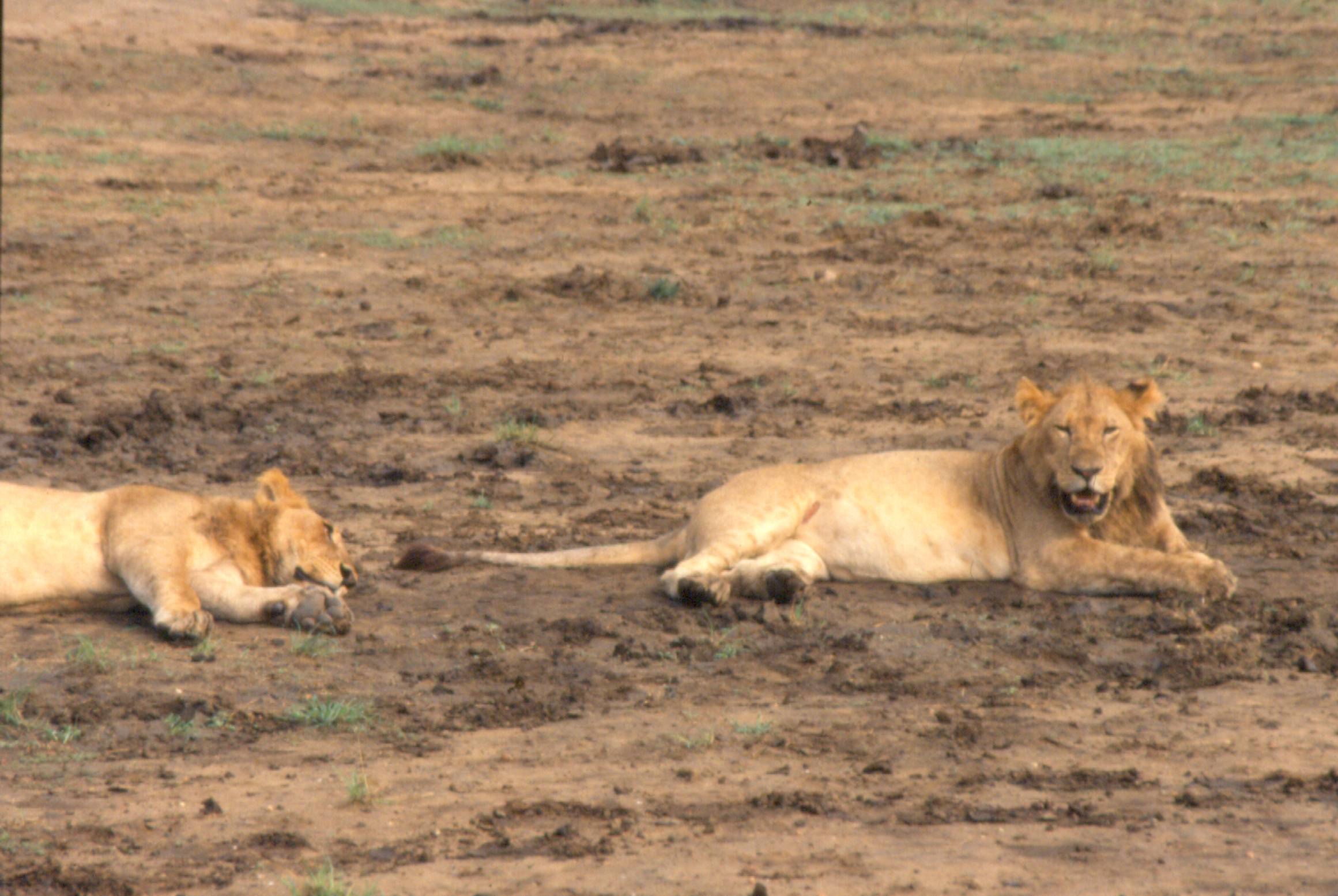
Two أسد شمال شرق الكونغو males resting in an open area within the National Park near Rwindi
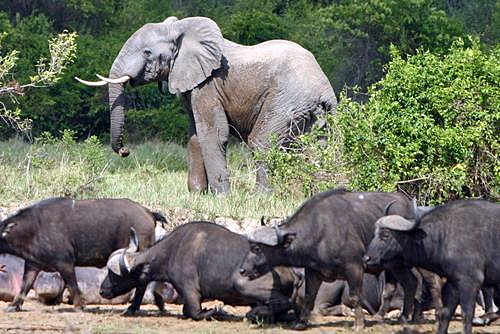
فيل أفريقي and جاموس أفريقيes

| - Southern Sector: - Montane Tropical forest (home to the غوريلا جبلية) - Alpine Forest (on the higher slopes of the Virunga Massive) - Old (and new) Lava flows | - Central Sector - African Savanna - Marshland - Riverine Forest - Lake shores | - Northern sector - Lake shores - African Savanna - Riverine (low land) forest - Alpine forest (جبال رونزوري) - Eternal snow (مثلجة) |

### التنوع البيولوجي
الحديقة معروفة بتنوعها الحيوي الإستثنائي، حيث توجد فيها عدداً من الطيور والثدييات والزواحف أكثر من أي منطقة محمية في القارة الأفريقية. وعلى الرغم من أن الغوريلا الجبلية أصبحت الآن نادرة للغاية، وقد أدرجت كأحد الأنواع الأكثر تعرضا للانقراض، فقد ساعدت أعمال الحفظ الناجحة على تأمين بقية الأفراد. وقد زاد عدد أفرادها فعليا خلال سنوات الاضطرابات السياسية في المنطقة (1994-2004)، وواصلوا ذلك حتى في الفترة الصعبة من 2007-2008. وقد بين تعداد غوريلا الجبل 2010 أن جهود الحفاظ على فيرونغا كانت ناجحة جدا فيما يتعلق بسكان الغوريلا. ويمكن العثور على كل من السافانا وفيلة الغابات وكذلك الشمبانزي والغوريلا منخفضة الأراضي في فيرونغا، جنبا إلى جنب مع أوكابي، الزرافات، الجاموس والعديد من الطيور المتوطنة.